# 科爾丘拉島

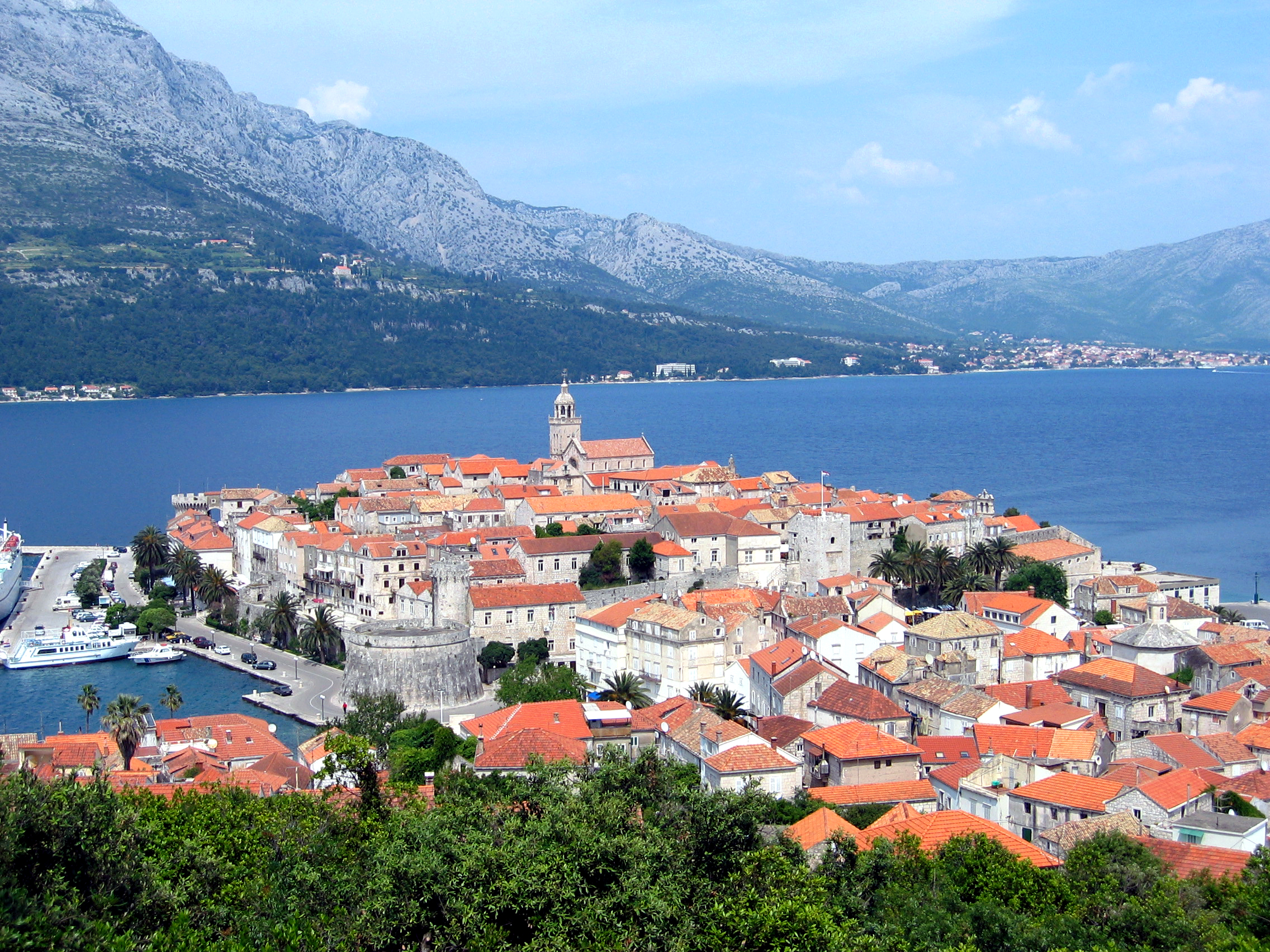
科爾丘拉島上的城市

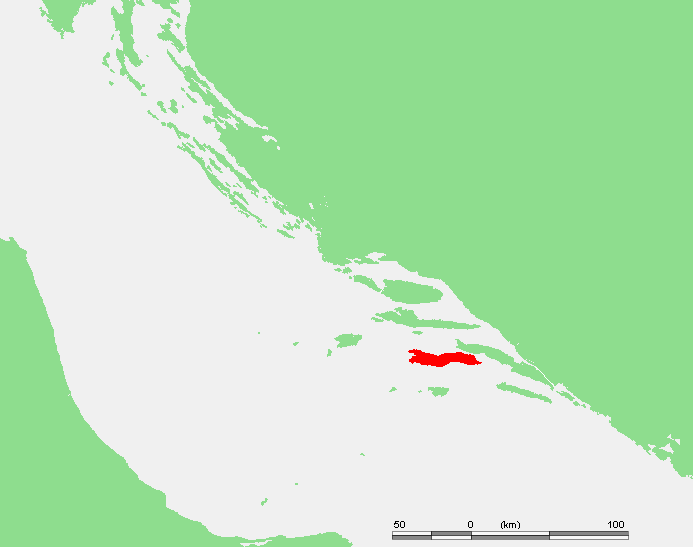
科爾丘拉島的位置

科爾丘拉島（克羅埃西亞語：Korčula；希臘語：Κορκυρα Μελαινα；拉丁語：Corcyra Nigra；古斯拉夫語：Krkar；義大利語及威尼斯語：Curzola）是克羅埃西亞的一個島嶼。位於亞德里亞海中。面積279平方公里。島上有人口16,182人（2001年），其中絕大部份都是克羅埃西亞人。